# Brad Muster
Brad William Muster (Novato, 12 aprile 1965) è un ex giocatore di football americano statunitense che ha giocato nel ruolo di running back nella National Football League. Al college giocò a football alla Stanford University.

## Carriera professionistica
Muster fu scelto come 23ª assoluto nel Draft NFL 1988 dai Chicago Bears. Fu utilizzato come fullback col compito di bloccare per Neal Anderson quando non era in possesso del pallone. Dopo la stagione 1992, l'allenatore Dave Wannstedt non permise a Muster di essere il running back principale della squadra, così questi decise di firmare un contratto come free agent coi New Orleans Saints. L'atleta che sostituì, Craig Heyward, finì a giocare per i Bears. Muster si ritirò dopo la stagione 1994 a causa degli infortuni subiti in carriera.

## Statistiche
| Yard corse         | 2.231 |
| Touchdown su corsa | 24    |